# Andrea Fischer
Andrea Fischer (Arnsberg, Rin del Nord-Westfàlia, Alemanya, 14 de gener de 1960) és una política alemanya. Va ser membre del Bundestag alemany amb Els Verds del 1994 al 2002. Entre el 1998 i el 2001 va ser ministra federal de Salut i Seguretat Social.

## Biografia
Després d'estudiar batxillerat, Fischer va ser aprenent per a impressió offset. Va treballar en una impremta i com correctora i va acabar també els seus estudis d'economia a la Universitat Lliure de Berlín. Després d'acabar els seus estudis, va treballar com a assistenta tècnica al Parlament Europeu, en el Wissenschaftszentrum Berlin für Sozialforschung (Centre Científic Berlín per a Recerca Social) i en el Deutsche Rentenversicherung Bund (Unió Alemanya d'Assegurances de Pensió). Des del 1985 és membre del partit Els Verds, però prèviament havia pertangut al Gruppe Internationale Marxisten (GIM). Entre 1994 i 2002 va ser membre del Bundestag alemany. Després de les Eleccions federals de 1998 la van triar per ser ministra de Salut el 27 d'octubre de 1998 en el gabinet de Gerhard Schröder. Com a conseqüència de la crisi de l'EEB, va dimitir del càrrec el 9 de gener de 2001 juntament amb el ministre d'Agricultura, Karl-Heinz Funke.